# لوكاس بورغز
لوكاس بورغز (بالإسبانية: Lucas Borges) هو لاعب اتحاد الرغبي أرجنتيني، ولد في 17 فبراير 1980 في بوينس آيرس في الأرجنتين.

## وصلات خارجية
- لوكاس بورغز على موقع سلسلة سباعيات الرغبي العالمية - رجال (الإنجليزية)
- لوكاس بورغز عل موقع إسبنسكروم (الإنجليزية)
- لوكاس بورغز على موقع ItsRugby.co.uk (الإنجليزية)